# Hospital Ana Francisca Pérez de León
El Hospital Ana Francisca Pérez de León (conocido desde su fundación como Hospital Pérez de León) es un centro de salud público localizado al este de la ciudad de Caracas, sobre la Avenida Francisco de Miranda, urbanización Petare.
Se trata de un conjunto de 2 hospitales, cuyo nombre honra a Ana Francisca Pérez de León (1744-1812), una caraqueña altruista que destinó su parte de su fortuna para ayudar a las víctimas del terremoto de Caracas 1812, fundar un hospital en Petare, y que destinaría en su testamento parte de su herencia para la manutención de dicho centro.
En el año 2012 se inauguró una ampliación, gracias a la incorporación de un segundo edificio, logrando sumar 130 camas y 27 habitaciones, así como quirófanos y centros de estudios y análisis médicos, con el objetivo de incrementar la capacidad de atención del Hospital.